# 11월 11일
11월 11일은 그레고리력으로 315번째(윤년일 경우 316번째) 날에 해당한다.

## 사건
- 1620년 - 메이플라워 호가 매사추세츠주 케이프코드에 상륙(율리우스력)
- 1889년 - 워싱턴 준주가 워싱턴주로 승격
- 1918년 - 제1차 세계 대전 종전
- 1931년 - 영국 연방 수립
- 1942년 - 독일 및 이탈리아군 안톤 작전 개시. 비시 프랑스를 무력으로 점령.
- 1945년 - 대한민국 해군의 모태가 되는 해방병단이 결성되다.
- 1960년 - 대한민국 총리 장면에 의해 대한민국 최초의 정보기관인 중앙정보연구위원회(국정원의 전신)가 조직되다.
- 1975년 - 앙골라가 포르투갈로부터 독립하다.
- 1977년 - 이리역 폭발 사고가 일어나다.
- 1981년 - 앤티가 바부다가 유엔에 회원국으로 가입하다.
- 2003년 - 열린우리당이 창당하다.
- 2010년 - 제5차 서울 G-20 정상회의가 개최되다.
- 2014년 - 포르투갈에서 레지오넬라증의 유행으로 278명이 감염되고 5명이 사망했다.

## 문화
- 1675년 - 라이프니츠가 y = f(x)의 그래프 아래의 면적을 계산하는데 처음으로 적분 계산법을 도입하다.
- 1911년 - 가나의 축구 클럽인 하츠 오브 오크가 창단되다.
- 1991년 - 서울지방항공청이 발족하다.
- 1995년 - 전국민주노동조합총연맹 창립.
- 2001년 - 도전! 골든벨이 KBS 1TV에서 방송시간을 변경하여 오늘에 이르고 있다.
- 2002년 - 제4대 천주교 마산교구장으로 안명옥 주교가 착좌하였다.
- 2005년 -
  - 전라남도청이 전라남도 무안군 삼향읍 남악신도시로 이전함.
  - 대한민국 춘포역이 현존하는 최고(最古)의 역사로서 근대문화유산 등록문화재로 지정되었다.
- 2011년 - KBS 2TV의 금요 시추에이션 드라마 '부부클리닉 사랑과 전쟁(시즌 2)'이 시즌 1을 시청했던 수 많은 시청자들의 요구에 따라 2년 7개월간의 공백을 깨고 다시 부활되었다.
- 2014년 - KBO 리그 한국시리즈 6차전에서 삼성 라이온즈가 넥센 히어로즈를 11대 1로 꺾고 시리즈 전적 4승 2패로 통산 8번째 우승을 달성하였다. 2011년 한국시리즈, 2012년 한국시리즈, 2013년 한국시리즈에 이은 4연패이다.
- 2016년 - 광주원주고속도로가 개통되었다.
- 2018년 - 제1차 세계 대전 종전 100주년을 맞아 전 세계 70여 개국 정상들이 참가한 가운데 프랑스 파리 개선문과 샹젤리제 거리 일대에서 종전 100주년 기념식이 열렸다.
- 2021년 - 배틀그라운드: 뉴 스테이트가 출시되었다.

## 탄생
- 726년 - 당나라의 황제 당 대종. (~779년)
- 1050년 - 신성 로마의 제국 황제 하인리히 4세. (~1106년)
- 1657년 - 오스트리아의 장군 기도 폰 슈타렘베르크. (~1737년)
- 1821년 - 러시아의 소설가 표도르 도스토옙스키. (~1881년)
- 1863년 - 프랑스의 화가 폴 시냐크. (~1935년)

- 1864년
  - 오스트리아의 평화주의자 알프레트 헤르만 프리트. (~1921년)
  - 프랑스의 소설가 모리스 르블랑. (~1941년)
- 1869년 - 이탈리아 왕국 국왕 비토리오 에마누엘레 3세. (~1947년)
- 1881년 - 대한제국의 독립운동가 김항규. (~1948년)
- 1882년 - 스웨덴의 국왕 구스타프 6세 아돌프. (~1973년)
- 1885년 - 미국의 장군 조지 S. 패튼. (~1945년)
- 1907년 - 대한민국의 정치인 정인소. (~1977년)
- 1909년 - 미국의 배우 로버트 라이언. (~1973년)
- 1913년 - 대한민국의 법조인, 외교관, 정치인 김용식. (~1995년)
- 1914년 - 미국의 언어학자 유진 니다.
- 1920년 - 대한민국의 정치인 손승덕. (~1993년)
- 1922년
  - 미국의 소설가 커트 보니것. (~2007년)
  - 대한민국의의사, 군인, 정치인, 참전유공자 윤영선.
  - 영국의 외교관, 스파이 조지 블레이크. (~2020년)
- 1925년
  - 대한민국의 교육학자 정범모. (~2022년)
  - 스웨덴의 축구 선수 칼레 스벤손. (~2000년)
- 1927년 - 대한민국의 군인, 정치인 강기천. (~2019년)
- 1929년 - 독일의 작가 한스 마그누스 엔첸스베르거. (~2022년)
- 1930년 - 미국의 기타리스트 행크 갈런드. (~2004년)
- 1935년
  - 스웨덴의 배우 비비 안데르손. (~2019년)
  - 미국의 추기경 존 패트릭 폴리. (~2011년)
- 1936년
  - 대한민국의 배우 오현경. (~2024년)
  - 대한민국의 언론인 한창기. (~1997년)
- 1945년 - 니카라과의 대통령, 혁명 지도자 다니엘 오르테가.
- 1949년 - 대한민국의 연출가 염현섭.
- 1950년 - 대한민국의 전 공공기관단체인, 지방공무원 김병규.
- 1952년 - 일본의 가수 요시 이쿠조.
- 1954년
  - 대한민국의 사회 운동가 이영해. (~2016년)
  - 대한민국의 언론인, 정치인 이병완.
- 1955년
  - 부탄의 군주 지미 싱게 왕축.
  - 대한민국의 기독교 신학자 안명준.
- 1956년
  - 대한민국의 가수 나미.
  - 잠비아의 제6대 대통령 에드거 룽구. (~2025년)
  - 대한민국의 가수 박진.
- 1958년 - 대한민국의 법조인 강민구.
- 1960년 - 미국의 영화배우 스탠리 투치.
- 1961년
  - 대한민국의 연출가 안판석.
  - 미국의 레슬링 선수 맷 가파리.
- 1962년
  - 미국의 배우 데미 무어.
  - 대한민국의 배우 최명길.
- 1963년 - 미국의 프로레슬링 선수 빌리 건.
- 1964년
  - 대한민국의 정치인 서영교.
  - 미국의 배우 캘리스타 플록하트.
- 1966년 - 일본의 만화가 쿠보노우치 에이사쿠.
- 1967년
  - 대한민국의 양궁 선수 한승훈.
  - 대한민국의 양궁 선수 최원태.
- 1968년
  - 대한민국의 배우 안수호.
  - 대한민국의 소설가 김영하.
  - 한국계 미국인 작가 이민진.
  - 대한민국의 정치인 김원이.
  - 대한민국의 성우 이동은.
- 1970년 - 미국의 영화 감독 앨리스 우.
- 1972년
  - 미국의 야구 선수 다니엘 리오스.
  - 대한민국의 농구 선수 이상민.
  - 오스트레일리아의 배우 토니 콜렛.
- 1973년 - 미국의 가수, 기타리스트 제이슨 화이트.
- 1974년
  - 미국의 영화 배우 레어나르도 디카프리오.
  - 대한민국의 배구 선수 겸 해설가 장소연.
- 1976년 - 대한민국의 예술인 문봉진.
- 1977년
  - 포르투갈의 축구 선수 마니시.
  - 대한민국의 언론인 홍정도.
- 1978년
  - 대한민국의 축구 선수 백영철.
  - 대한민국의 전 축구 선수 김준협.
  - 뉴질랜드의 배우 조이 벨.
- 1980년 - 대한민국의 가수 이정훈 (넬).
- 1981년
  - 캐나다의 사회자, 작가, 댄서 나탈리 글레보바.
  - 룩셈부르크 대공국의 대공세자 룩셈부르크 대공세자 기욤.
  - 미국의 배우 데번 터렐.
- 1982년
  - 대한민국의 가수, 배우 수파사이즈.
  - 대한민국의 배우 허정민.
- 1983년
  - 대한민국의 축구 선수 김치우.
  - 독일의 축구 선수 필리프 람.
  - 일본의 성우 스즈키 타츠히사.
  - 일본의 영화배우, 모델 아오이 소라.
  - 일본의 야구 선수 야마구치 데쓰야.
  - 대한민국의 희극인 김혜선.
- 1984년 - 아이슬란드의 축구 선수 비르키르 사이바르손.
- 1985년 - 대한민국의 래퍼 레디.
- 1986년
  - 대한민국의 아나운서 황진하.
  - 미국의 재즈 가수 존 배티스트.
  - 미국의 배우, 가수 데이바인 조이 랜돌프.
  - 일본의 성우 사카이 카나.
- 1987년
  - 대한민국의 배우 전지안.
  - 일본의 가수, 배우 테고시 유야 (NEWS).
- 1988년
  - 대한민국의 미스코리아 이성혜.
  - 일본의 성우 코마츠 미카코.
- 1989년
  - 대한민국의 야구 선수 한희.
  - 일본의 가수 다나카 레이나 (모닝구무스메).
  - 미국의 피겨 스케이팅 선수 애덤 리펀.
  - 일본의 배우 겸 성우 오미가와 치아키.
  - 스웨덴의 레슬링 선수 소피아 맛손.
- 1990년
  - 대한민국의 가수, 배우 한가빈.
  - 대한민국의 배우 유희제.
  - 네델란드의 축구 선수 조르지뇨 베이날둠.
- 1991년 - 대한민국의 래퍼 랍온어비트.
- 1992년
  - 대한민국의 가수 겸 배우 최민환 (FT아일랜드).
  - 네덜란드의 가수 이리스 크루스.
- 1993년 - 대한민국의 배우, 모델 장희령.
- 1994년 - 대한민국의 전 가수, 배우 한다라 (베스티, EXID).
- 1995년
  - 대한민국의 모델, 배우 신승호.
  - 대한민국의 래퍼 쿤 (업텐션).
  - 대한민국의 전 리그 오브 레전드 프로게이머 퓨리.
- 1996년
  - 미국의 배우 타이 셰리던.
  - 잉글랜드의 축구 선수 라이언 켄트.
  - 스페인의 축구 선수 로뱅 르 노르망.
- 1997년
  - 대한민국의 야구 선수 최효상.
  - 대한민국의 야구 선수 주효상.
- 1998년
  - 대한민국의 배우 오재무.
  - 대한민국의 배우 강이석.
  - 미국의 배우 루비 제린스.
- 1999년
  - 대한민국의 리그 오브 레전드 프로게이머 더샤이.
  - 대한민국의 배우 로몬.
  - 중국의 가수 푸쓰차오.
- 2000년 - 대한민국의 가수 아륜.
- 2001년 - 대한민국의 배구 선수 이다현.
- 2002년 - 대한민국의 가수 여진 (이달의 소녀).
- 2003년 - 일본의 레슬링 선수 후지나미 아카리.
- 2004년 - 대한민국의 래퍼 황지상.
- 2005년
  - 대한민국의 가수 김민지.
  - 일본의 아이돌 사쿠라이 리오.

### 미상
- 대한민국의 가수 나미.
- 오스트리아-헝가리 제국 육군 참모총장 프란츠 콘라트 폰 횟첸도르프 백작. (~1925년)

## 사망
- 1285년 - 아라곤 연합왕국의 국왕 페로 3세. (1239년~)
- 1751년 - 프랑스의 철학자 쥘리앵 오프루아 드 라 메트리. (1709년~)
- 1855년 - 덴마크의 철학자 쇠렌 키르케고르. (1813년~)
- 1917년 - 하와이 왕국의 여왕 릴리우오칼라니. (1838년~)
- 1958년 - 프랑스의 영화평론가 앙드레 바쟁. (1818년~)
- 1973년 - 핀란드의 생화학자 아르투리 일마리 비르타넨. (1895년~)
- 1976년 - 미국의 조각가 알렉산더 콜더. (1898년~)
- 1982년 - 대한민국의 정치인 김행자. (1943년~)
- 1984년 - 미국의 인권 운동가 마틴 루터 킹 시니어. (1899년~)
- 1999년 - 대한민국의 영화감독이자 영화배우 최무룡. (1928년~)
- 2004년 - 팔레스타인의 정치인 야세르 아라파트. (1929년~)
- 2005년
  - 미국의 작가, 경영학자 피터 드러커. (1909년~)
  - 대한민국의 정치인 정해영. (1915년~)
- 2007년 - 미국의 영화 감독 델버트 맨. (1920년~)
- 2010년 - 대한민국의 모델, 배우 유동숙. (1973년~)
- 2016년 - 미국의 배우 로버트 본. (1932년~)
- 2017년 - 대한민국의 축구 선수 박정배. (1967년~)
- 2018년 - 일본의 정치인 소노다 히로유키. (1942년~)
- 2020년 - 바레인의 정치인 할리파 이븐 술만 알할리파. (1935년~)
- 2021년 - 남아프리카공화국의 제7대 대통령 프레데리크 빌렘 데 클레르크. (1936년~)
- 2022년
  - 일본의 야구 선수 무라타 조지. (1949년~)
  - 스웨덴의 배우 스벤베르틸 타우베. (1934년~)
  - 미국의 영화배우 존 애니스턴. (1933년~)

## 기념일
- 해군창립기념일, 해군의 날 - 대한민국
- 농업인의 날 - 대한민국
- 보행자의 날 - 대한민국
- 유엔참전용사 국제추모의 날 - 대한민국 및 6·25전쟁에 참전한 21개국
- 광고의 날 - 대한민국
- 젓가락의 날 -대한민국
- 지체장애인의 날 - 대한민국, 한국지체장애인협회
- 일리네어 데이 (1LLIONAIRE DAY)
- 빼빼로 데이 - 대한민국
- 앙골라 독립기념일 - 앙골라
- 영령 기념일 - 영연방 국가의 현충일
- 우리 가곡의 날 - 대한민국
- 미국: 재향군인의 날 - 과거 제1차 세계 대전 종전 기념일이었으나 1954년 5월 24일 아이젠하워 대통령에 의해 모든 전쟁의 재향군인의 날(Veterans day)로 바뀌게 됨
- 광군절(독신자의 날)
- 레일데이 - 대한민국
- 독립기념일 - 폴란드

## 같이 보기
- 전날: 11월 10일 다음날: 11월 12일 - 전달: 10월 11일 다음달: 12월 11일
- 음력: 11월 11일
- 모두 보기